# Área metropolitana de Manchester-Nashua
El Área Estadística Metropolitana de Manchester-Nashua, NH MSA, como la denomina oficialmente la Oficina de Administración y Presupuesto, es un Área Estadística Metropolitana que abarca únicamente el condado de Hillsborough, en el estado estadounidense de Nuevo Hampshire. Tiene una población de 400.721 habitantes según el Censo de 2010, convirtiéndola en la 129.º área metropolitana más poblada de los Estados Unidos.

## Área Estadística Metropolitana Combinada
El área metropolitana de Manchester-Nashua es parte del Área Estadística Metropolitana Combinada de Boston-Worcester-Manchester, MA-RI-NH CSA junto con:
- El Área Estadística Metropolitana de Boston-Cambridge-Quincy, MA-NH MSA;
- El Área Estadística Metropolitana de Providence-New Bedford-Fall River, RI-MA MSA;
- El Área Estadística Metropolitana de Worcester, MA MSA;
- El Área Estadística Micropolitana de Concord, NH µSA; y
- El Área Estadística Micropolitana de Laconia, NH µSA

## Principales comunidades del área metropolitana
Ciudades principales o núcleo
- Manchester
- Nashua

Otras comunidades
- Amherst
- Antrim
- Bedford
- Bennington
- Brookline
- Deering
- Francestown
- Goffstown
  - Pinardville (un lugar designado por el censo en Goffstown)
- Greenfield
- Greenville
- Hancock
- Hillsborough
- Hollis
- Hudson
- Litchfield
- Lyndeborough
- Mason
- Merrimack
- Milford
- Mont Vernon
- New Boston
- New Ipswich
- Pelham
- Peterborough
- Sharon
- Temple
- Weare
- Wilton
- Windsor